# Papuogryllacris piceicollis
Papuogryllacris piceicollis är en insektsart som först beskrevs av Heinrich Hugo Karny 1930.  Papuogryllacris piceicollis ingår i släktet Papuogryllacris och familjen Gryllacrididae. Inga underarter finns listade i Catalogue of Life.